# Liste der Stolpersteine in Beverungen
Die Liste der Stolpersteine in Beverungen enthält alle Stolpersteine, die im Rahmen des gleichnamigen Projekts von Gunter Demnig in Beverungen verlegt wurden. Mit ihnen soll an Opfer des Nationalsozialismus erinnert werden, die in Beverungen lebten und wirkten.

## Verlegte Stolpersteine
| Bild | Person, Inschrift | Adresse           | Verlege- datum | weitere Informationen |
| ---- | --- | ----------------- | -------------- | --------------------- |
|      | Hier wohnte Mathilde Goldschmidt geb. Hammerschlag Jg. 1873 deportiert 1942 Ghetto Warschau ermordet                                           | Lange Straße 11 · | 31. Mai 2007   |                       |
|      | Hier wohnte Sally Goldschmidt Jg. 1903 deportiert 1942 Ghetto Warschau ermordet                                                                | Lange Straße 11 · | 31. Mai 2007   |                       |
|      | Hier wohnte Käthe Goldschmidt geb. Löwenthal Jg. 1901 deportiert 1942 Ghetto Warschau ermordet                                                 | Lange Straße 11 · | 31. Mai 2007   |                       |
|      | Hier wohnte Rosalie Löwenstein Jg. 1862 deportiert 1942 Theresienstadt ermordet 10.5.1943                                                      | Lange Straße 21 · | 31. Mai 2007   |                       |
|      | Hier wohnte Heinrich Löwenstein Jg. 1891 deportiert 1942 Ghetto Warschau ???                                                                   | Lange Straße 21 · | 31. Mai 2007   |                       |
|      | Hier wohnte Else Löwenstein geb. Baruch Jg. 1902 deportiert 1942 Ghetto Warschau ???                                                           | Lange Straße 21 · | 31. Mai 2007   |                       |
|      | Hier wohnte Mathilde 'Marthel' Löwenstein Jg. 1938 deportiert 1942 Ghetto Warschau ???                                                         | Lange Straße 21 · | 31. Mai 2007   |                       |
|      | Hier wohnte Leopold Rosenstein Jg. 1894 'Schutzhaft' 1938 Buchenwald deportiert 1945 Theresienstadt befreit                                    | Lange Straße 35 · | 23. Jan. 2023  |                       |
|      | Hier wohnte Albert Rosenstein Jg. 1896 'Schutzhaft' 1938 Buchenwald deportiert 1942 Ghetto Warschau ermordet                                   | Lange Straße 35 · | 23. Jan. 2023  |                       |
|      | Hier wohnte Ruth Rosenstein geb. Löwenstein Jg. 1904 deportiert 1942 Ghetto Warschau ermordet                                                  | Lange Straße 35 · | 23. Jan. 2023  |                       |
|      | Hier wohnte Walter Rosenstein Jg. 1901 unfreiwillig verzogen 1939 Essen deportiert 1941 Łodz/Litzmannstadt Chelmno/Kulmhof ermordet Sept. 1942 | Lange Straße 35 · | 23. Jan. 2023  |                       |
|      | Hier wohnte Käthe Rosi Rosenstein Jg. 1934 deportiert 1942 Ghetto Warschau ermordet                                                            | Lange Straße 35 · | 23. Jan. 2023  |                       |
|      | Hier wohnte Marion Lydia Rosenstein Jg. 1936 deportiert 1942 Ghetto Warschau ermordet                                                          | Lange Straße 35 · | 23. Jan. 2023  |                       |
|      | Hier wohnte Salli Grünewald Jg. 1886 Flucht 1936 Argentinien                                                                                   | Weserstraße 2 ·   | 23. Jan. 2023  |                       |
|      | Hier wohnte Else Grünewald geb. Wronke Jg. 1898 Flucht 1936 Argentinien                                                                        | Weserstraße 2 ·   | 23. Jan. 2023  |                       |
|      | Hier wohnte Gerda Grünewald Jg. 1920 Flucht 1936 Argentinien                                                                                   | Weserstraße 2 ·   | 23. Jan. 2023  |                       |
|      | Hier wohnte Ruth Grünewald Jg. 1922 Flucht 1936 Argentinien                                                                                    | Weserstraße 2 ·   | 23. Jan. 2023  |                       |
|      | Hier wohnte Eva Grünewald Jg. 1924 Flucht 1936 Argentinien                                                                                     | Weserstraße 2 ·   | 23. Jan. 2023  |                       |